# Molukkenplantsoen
Het Molukkenplantsoen  is een klein park in het noordoosten van de stad Groningen. Het ligt tussen de West-Indische buurt en de Nieuw-Indische buurt in de Korrewegwijk. 

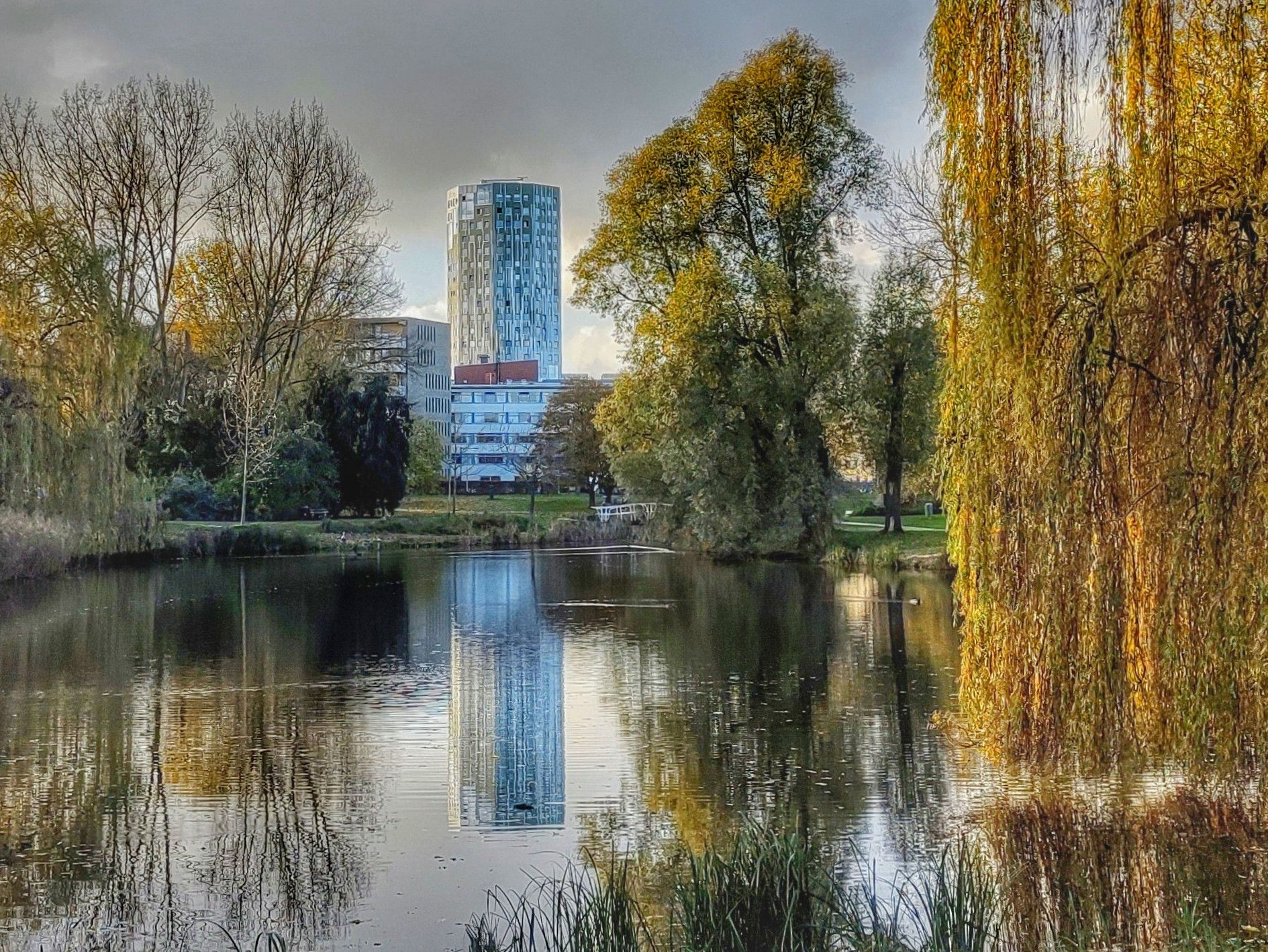
Noordelijk deel van het Molukkenplantsoen met op de achtergrond torenflat De Helix

Het parkje dankt, net als het Pioenpark, zijn bestaan aan het uitbreidingsplan van Berlage van voor de Tweede Wereldoorlog. In dat plan was op de plaats van het plantsoen een ringweg voorzien. Direct na de oorlog werd in sneltreinvaart de Nieuw-Indische buurt afgebouwd en begonnen met de West-Indische buurt in de strijd tegen de woningnood. Daarbij werd in veel grotere concentraties gebouwd dan in het uitbreidingsplan was voorzien. Het idee van de ringweg bleef echter gehandhaafd waardoor het plantsoen onbebouwd bleef. De ringweg werd uiteindelijk veel verder naar het oosten aangelegd.
Bevrijdingsbos ·
Coendersborg ·
Eelderbaan ·
Groene Long Beijum ·
Groenestein ·
Kardinge ·
Lewenborg ·
Meerstad ·
Molukkenplantsoen ·
Noorderplantsoen ·
Oosterpark ·
Oude Hortus ·
Oosterpoort ·
Piccardthof ·
Piccardthofplas ·
Pioenpark ·
Prinsentuin ·
Roege Bos ·
Selwerd ·
Stadspark ·
Sterrebos ·
Westpark ·
Zuiderplantsoen